# 10NES

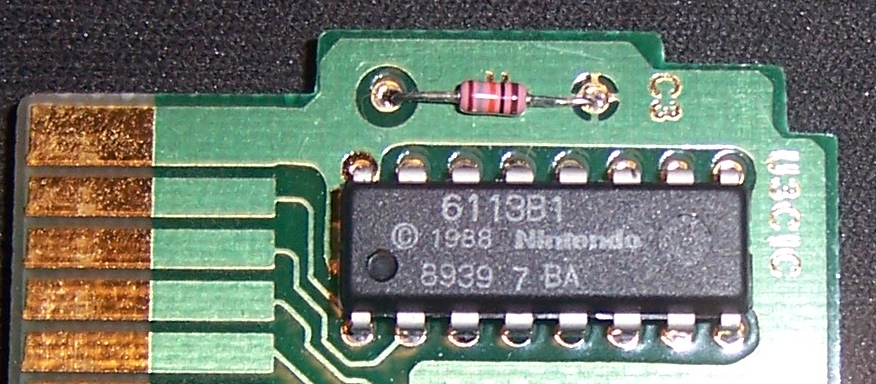
10NES chip del cartucho Super Mario Bros. / Duck Hunt.

El chip 10NES era un sistema de autentificación de Nintendo desarrollado para verificar los juegos y los periféricos originales. No solo el cartucho, sino también la consola disponían de este chip que permitía establecer una conexión entre ambos para verificar y ejecutar el juego respectivo o, en caso tal, bloquearlo. Este sistema de comprobación del circuito integrado fue diseñado para la versión europea y norteamericana de la consola de videojuegos Nintendo Entertainment System (NES)[cita requerida]
Varias compañías encontraron maneras de eliminar esta restricción.

## Diseño
El sistema consistía de dos partes; un chip de computadora en el NES que verificaba el cartucho, y un chip en el cartucho que daría un código de autentificación si lo requería. Sí el cartucho no era aprobado el sistema no comenzaría el juego. 
La patente del 10NES expiró el 24 de enero de 2006, pero los derechos de autor siguen en efecto.

## Piratería
El sistema de control de juegos que utilizaba Nintendo para evitar el funcionamiento de los cartuchos pirata y de otras regiones (incluso haciendo incompatibles cartuchos de diferentes zonas del territorio PAL) era mediante un par de chips 10NES, uno en la consola y otro en cada cartucho (cierre y llave) , el 10NEs de la consola provoca que la consola este continuamente reiniciándose salvo que se le inserte un cartucho con su correspondiente 10NES.
La mayoría de las compañías sin licencia crearon circuitos que usaban un pico de voltaje para sacar de línea la unidad de autentificación. Otras compañías incluían una ranura extra en sus cartuchos para conectar un juego original que autentificaba el juego.
El problema es que con cartuchos originales y de la misma región de la consola, si la sincronización no era totalmente correcta (pines sucios, ligeramente torcidos, etc) hacía que el 10NES del cartucho no pudiera actuar como llave provocando el mismo efecto que en los cartuchos pirata.
La solución encontrada era muy sencilla, se debía dañar la cuarta patilla del 10NES en la consola; en su posición original está a +5V y en modo llave para que el cartucho actué como apertura, para evitar esto se tendría que conectar a masa para dejar abierto el circuito, o simplemente cortar la cuarta patilla.